# Phase finale de la Ligue des nations de la CONCACAF 2019-2020
Navigation
2022-2023
La phase finale de la Ligue des nations de la CONCACAF 2019-2020 est le tournoi final de la première édition de la Ligue des nations de la CONCACAF qui se tiendra du 3 au 6 juin 2021 (initialement prévu pour mars 2020 puis juin 2020 et puis mars 2021, en raison de la pandémie de Covid-19,). La compétition est basée sur le modèle d'une finale à quatre, très courant dans les compétitions de basket-ball comme l'EuroLigue. Ce mini tournoi consiste à réunir les quatre demi-finalistes dans un même lieu. Puis, les deux demi-finalistes vainqueurs s'affrontent alors pour le titre, sur seulement quelques jours. Le vainqueur sera alors le premier champion de la Ligue des Nations.

## Format et règlements
Les matchs de la phase finale sont à élimination directe. En cas de match nul à la fin du temps réglementaire, une prolongation de 2 fois 15 minutes est jouée ; un quatrième changement est alors autorisé. Si les 2 équipes sont toujours à égalité, une séance de tirs au but détermine le vainqueur. Enfin, tous les matchs bénéficieront de la technologie sur la ligne de but, et également de l'utilisation de la VAR pendant la phase finale.
Chaque nation doit fournir une liste de 23 joueurs, dont trois doivent être des gardiens. Chaque liste doit être définitive 10 jours avant le match d'ouverture. Un joueur qui déclare forfait avant le premier match de son équipe peut être remplacé, sous réserve de l’approbation finale de la CONCACAF.

## Qualifications
Les quatre pays vainqueurs de leur groupe dans la Ligue A se qualifient pour la phase finale de la Ligue des nations.

### Équipes qualifiées
| Vainqueur | Pays       | Date de qualification | Classement général de la Ligue A |
| --------- | ---------- | --------------------- | -------------------------------- |
| Groupe A  | États-Unis | 19 novembre 2019      | 3e                               |
| Groupe B  | Mexique    | 15 novembre 2019      | 1er                              |
| Groupe C  | Honduras   | 13 octobre 2019       | 2e                               |
| Groupe D  | Costa Rica | 17 novembre 2019      | 4e                               |

## Désignation du pays hôte

### Villes et stades
Le 9 mars 2020, les États-Unis devient le pays hôte de la première édition de la phase finale de la Ligue des nations. La fédération américaine a présenté à la CONCACAF trois stades : le BBVA Stadium, le NRG Stadium à Houston et le AT&T Stadium à Arlington. Puis, le 15 avril 2021 la CONCACAF annonce que la phase finale se déroulera à l'Empower Field at Mile High à Denver.
| Denver Colorado            | \| Carte des États-Unis Denver \| |
| -------------------------- | --------------------------------- |
| Empower Field at Mile High | \| Carte des États-Unis Denver \| |
| Capacité : 76 125          | \| Carte des États-Unis Denver \| |
|                            | \| Carte des États-Unis Denver \| |
|                            | \| Carte des États-Unis Denver \| |
| Denver                     | \| Carte des États-Unis Denver \| |

## Classement
Les quatre équipes sont classées en fonction de leurs résultats en phase de groupes pour déterminer les affrontements en demi-finale. La première tête de série joue la quatrième tête de série et la deuxième tête de série joue la troisième tête de série.
| Rang | Équipe     | Pts | J | G | N | P | Bp | Bc | Diff |
| ---- | ---------- | --- | - | - | - | - | -- | -- | ---- |
| 1    | Mexique    | 12  | 4 | 4 | 0 | 0 | 13 | 3  | +10  |
| 2    | Honduras   | 10  | 4 | 3 | 1 | 0 | 8  | 1  | +7   |
| 3    | États-Unis | 9   | 4 | 3 | 0 | 1 | 15 | 3  | +12  |
| 4    | Costa Rica | 6   | 4 | 1 | 3 | 0 | 4  | 3  | +1   |

## Tableau
|  | Demi-finales                                    | Demi-finales                                    | Demi-finales                                    | Demi-finales                                    |                               |            | Finale                                          | Finale                                          | Finale                                          | Finale                                          |
|  |                                                 |                                                 |                                                 |                                                 |                               |            |                                                 |                                                 |                                                 |                                                 |
|  | 3 juin 2021, Empower Field at Mile High, Denver | 3 juin 2021, Empower Field at Mile High, Denver | 3 juin 2021, Empower Field at Mile High, Denver | 3 juin 2021, Empower Field at Mile High, Denver |                               |            | 6 juin 2021, Empower Field at Mile High, Denver | 6 juin 2021, Empower Field at Mile High, Denver | 6 juin 2021, Empower Field at Mile High, Denver | 6 juin 2021, Empower Field at Mile High, Denver |
|  | Honduras                                        | Honduras                                        | 0                                               | 0                                               |                               |            | 6 juin 2021, Empower Field at Mile High, Denver | 6 juin 2021, Empower Field at Mile High, Denver | 6 juin 2021, Empower Field at Mile High, Denver | 6 juin 2021, Empower Field at Mile High, Denver |
|  | Honduras                                        | Honduras                                        | 0                                               | 0                                               |                               |            | 6 juin 2021, Empower Field at Mile High, Denver | 6 juin 2021, Empower Field at Mile High, Denver | 6 juin 2021, Empower Field at Mile High, Denver | 6 juin 2021, Empower Field at Mile High, Denver |
|  | États-Unis                                      | États-Unis                                      | 2                                               | 2                                               |                               |            | 6 juin 2021, Empower Field at Mile High, Denver | 6 juin 2021, Empower Field at Mile High, Denver | 6 juin 2021, Empower Field at Mile High, Denver | 6 juin 2021, Empower Field at Mile High, Denver |
|  | États-Unis                                      | États-Unis                                      | 2                                               | 2                                               | États-Unis                    | États-Unis | 3 ap                                            | 3 ap                                            |                                                 |                                                 |
|  | 3 juin 2021, Empower Field at Mile High, Denver |                                                 |                                                 |                                                 | États-Unis                    | États-Unis | 3 ap                                            | 3 ap                                            |                                                 |                                                 |
|  |                                                 |                                                 | Mexique                                         | Mexique                                         | 2                             | 2          |                                                 |                                                 |                                                 |                                                 |
|  | Mexique                                         | Mexique                                         | Mexique                                         | Mexique                                         | 2                             | 2          | 0 (5)tab                                        | 0 (5)tab                                        |                                                 |                                                 |
|  | Mexique                                         | Mexique                                         |                                                 |                                                 |                               |            |                                                 | 0 (5)tab                                        |                                                 |                                                 |
|  | Costa Rica                                      | Costa Rica                                      | 0 (4)                                           | 0 (4)                                           |                               |            |                                                 |                                                 |                                                 |                                                 |
|  | Costa Rica                                      | Costa Rica                                      | 0 (4)                                           | 0 (4)                                           | Match pour la troisième place |            |                                                 |                                                 |                                                 |                                                 |
|  |                                                 |                                                 |                                                 |                                                 |                               |            |                                                 |                                                 |                                                 |                                                 |
|  | 6 juin 2021, Empower Field at Mile High, Denver |                                                 |                                                 |                                                 |                               |            |                                                 |                                                 |                                                 |                                                 |
|  | Honduras                                        | Honduras                                        | 2 (5) tab                                       | 2 (5) tab                                       |                               |            |                                                 |                                                 |                                                 |                                                 |
|  | Honduras                                        | Honduras                                        | 2 (5) tab                                       | 2 (5) tab                                       |                               |            |                                                 |                                                 |                                                 |                                                 |
|  | Costa Rica                                      | Costa Rica                                      | 2 (4)                                           | 2 (4)                                           |                               |            |                                                 |                                                 |                                                 |                                                 |
|  | Costa Rica                                      | Costa Rica                                      | 2 (4)                                           | 2 (4)                                           |                               |            |                                                 |                                                 |                                                 |                                                 |

### Demi-finales
| Match 1                          | Honduras | 0 - 1   | États-Unis     | Empower Field at Mile High, Denver                      |                                                         |
| 3 juin 2021 17h30 (heure locale) |          | (0 - 0) | 89e Siebatcheu | Arbitrage : Oshane Nation Arbitre vidéo : Erick Miranda | Arbitrage : Oshane Nation Arbitre vidéo : Erick Miranda |
| 3 juin 2021 17h30 (heure locale) | Rapport  |         |                | Arbitrage : Oshane Nation Arbitre vidéo : Erick Miranda | Arbitrage : Oshane Nation Arbitre vidéo : Erick Miranda |

| Honduras | États-Unis |

| Gardien de but    | 22 | Luis López           |       |     |
|                   | 23 | Diego Rodríguez (en) | 57e   | 65e |
|                   | 3  | Maynor Figueroa      |       |     |
|                   | 4  | Marcelo Pereira      |       | 74e |
|                   | 2  | Kevin Álvarez (en)   |       |     |
|                   | 17 | Jonathan Toro (en)   |       | 63e |
|                   | 20 | Deybi Flores (en)    |       |     |
|                   | 10 | Alexander López      |       | 64e |
|                   | 11 | Rigoberto Rivas      |       | 74e |
|                   | 9  | Anthony Lozano       |       | 70e |
|                   | 7  | Alberth Elis         | 90+6e |     |
| Remplaçants :     |    |                      |       |     |
|                   | 8  | Edwin Rodríguez (en) |       | 63e |
|                   | 6  | Bryan Acosta         | 75e   | 64e |
|                   | 5  | Éver Alvarado (en)   |       | 65e |
|                   | 14 | Boniek García        |       | 74e |
|                   | 21 | Jhow Benavídez (en)  |       | 74e |
| Sélectionneur :   |    |                      |       |     |
| Fabián Coito (en) |    |                      |       |     |

| Gardien de but  | 1  | Zack Steffen      |     |       |
|                 | 2  | Sergiño Dest      |     |       |
|                 | 6  | John Brooks       |     |       |
|                 | 15 | Mark McKenzie     | 84e |       |
|                 | 5  | Antonee Robinson  |     | 78e   |
|                 | 8  | Weston McKennie   |     |       |
|                 | 17 | Sebastian Lletget |     |       |
|                 | 14 | Jackson Yueill    |     | 83e   |
|                 | 7  | Giovanni Reyna    |     | 78e   |
|                 | 10 | Christian Pulisic |     | 90+4e |
|                 | 9  | Josh Sargent      |     | 78e   |
| Remplaçants :   |    |                   |     |       |
|                 | 11 | Brenden Aaronson  |     | 78e   |
|                 | 20 | Reggie Cannon     |     | 78e   |
|                 | 16 | Jordan Siebatcheu |     | 78e   |
|                 | 23 | Kellyn Acosta     |     | 83e   |
|                 | 3  | Matt Miazga       |     | 90+4e |
|                 | 4  | Tyler Adams       | 86e |       |
| Sélectionneur : |    |                   |     |       |
| Gregg Berhalter |    |                   |     |       |

| Homme du match : Jordan Siebatcheu |

| Match 2                          | Mexique                                   | 0 - 0             | Costa Rica                                | Empower Field at Mile High, Denver                   |                                                      |
| 3 juin 2021 20h30 (heure locale) |                                           | (0 - 0)           |                                           | Arbitrage : Bryan López Arbitre vidéo : Drew Fischer | Arbitrage : Bryan López Arbitre vidéo : Drew Fischer |
| 3 juin 2021 20h30 (heure locale) | Rapport                                   |                   |                                           | Arbitrage : Bryan López Arbitre vidéo : Drew Fischer | Arbitrage : Bryan López Arbitre vidéo : Drew Fischer |
| 3 juin 2021 20h30 (heure locale) | Antuna Lozano Pineda Pulido Romo Gallardo | Tirs au but 5 - 4 | Venegas Duarte Alfaro Lassiter Calvo Cruz | Arbitrage : Bryan López Arbitre vidéo : Drew Fischer | Arbitrage : Bryan López Arbitre vidéo : Drew Fischer |

| Mexique | Costa Rica |

| Gardien de but  | 13 | Guillermo Ochoa     |       |     |
|                 | 2  | Néstor Araujo       |       |     |
|                 | 4  | Edson Álvarez       | 84e   |     |
|                 | 15 | Héctor Moreno       | 90+3e |     |
|                 | 20 | Uriel Antuna        | 90e   |     |
|                 | 16 | Héctor Herrera      |       | 78e |
|                 | 18 | Andrés Guardado     |       | 58e |
|                 | 19 | Gerardo Arteaga     |       | 68e |
|                 | 14 | Diego Lainez        |       | 58e |
|                 | 9  | Henry Martín        |       | 58e |
|                 | 22 | Hirving Lozano      |       |     |
| Remplaçants :   |    |                     |       |     |
|                 | 21 | Luis Rodríguez (en) |       | 58e |
|                 | 7  | Luis Romo           |       | 58e |
|                 | 11 | Alan Pulido         |       | 58e |
|                 | 23 | Jesús Gallardo      |       | 68e |
|                 | 10 | Orbelín Pineda      |       | 78e |
| Sélectionneur : |    |                     |       |     |
| Gerardo Martino |    |                     |       |     |

| Gardien de but  | 23 | Leonel Moreira      |     |     |
|                 | 4  | Keysher Fuller      |     |     |
|                 | 6  | Óscar Duarte        |     |     |
|                 | 15 | Francisco Calvo     | 21e |     |
|                 | 8  | Bryan Oviedo        |     |     |
|                 | 10 | Bryan Ruiz          |     | 62e |
|                 | 17 | Yeltsin Tejeda      |     |     |
|                 | 5  | Celso Borges        |     | 82e |
|                 | 21 | Alonso Martínez     | 54e | 62e |
|                 | 12 | Joel Campbell       |     | 85e |
|                 | 11 | Randall Leal        |     | 85e |
| Remplaçants :   |    |                     |     |     |
|                 | 2  | Ariel Lassiter (en) |     | 62e |
|                 | 13 | Allan Cruz          | 90e | 62e |
|                 | 14 | Bernald Alfaro (en) |     | 82e |
|                 | 7  | Johan Venegas       |     | 85e |
|                 | 9  | Jurguens Montenegro |     | 85e |
| Sélectionneur : |    |                     |     |     |
| Rónald González |    |                     |     |     |

| Homme du match : Guillermo Ochoa |

### Match pour la troisième place
| Match 3                          | Honduras                                    | 2 - 2             | Costa Rica                                | Empower Field at Mile High, Denver                 |                                                    |
| 6 juin 2021 16h30 (heure locale) | E. Rodríguez 48e Elis 80e                   | (0 - 1)           | 8e Campbell 85e Calvo                     | Arbitrage : Reon Radix Arbitre vidéo : Chris Penso | Arbitrage : Reon Radix Arbitre vidéo : Chris Penso |
| 6 juin 2021 16h30 (heure locale) | Rapport                                     |                   |                                           | Arbitrage : Reon Radix Arbitre vidéo : Chris Penso | Arbitrage : Reon Radix Arbitre vidéo : Chris Penso |
| 6 juin 2021 16h30 (heure locale) | A. López Elis Benguché Toro Acosta Alvarado | Tirs au but 5 - 4 | Venegas Calvo Lassiter Torres Mora Tejeda | Arbitrage : Reon Radix Arbitre vidéo : Chris Penso | Arbitrage : Reon Radix Arbitre vidéo : Chris Penso |

| Honduras | Costa Rica |

| Gardien de but    | 22 | Luis López           |     |     |
|                   | 2  | Kevin Álvarez (en)   | 70e |     |
|                   | 4  | Marcelo Pereira      |     |     |
|                   | 3  | Maynor Figueroa      |     |     |
|                   | 23 | Diego Rodríguez (en) |     | 78e |
|                   | 11 | Rigoberto Rivas      |     | 46e |
|                   | 20 | Deybi Flores (en)    |     |     |
|                   | 6  | Bryan Acosta         |     | 63e |
|                   | 8  | Edwin Rodríguez (en) |     | 78e |
|                   | 7  | Alberth Elis         |     |     |
|                   | 9  | Anthony Lozano       |     | 63e |
| Remplaçants :     |    |                      |     |     |
|                   | 10 | Alexander López      |     | 46e |
|                   | 12 | Jorge Benguché       |     | 63e |
|                   | 5  | Éver Alvarado (en)   |     | 78e |
|                   | 17 | Jonathan Toro (en)   |     | 78e |
| Sélectionneur :   |    |                      |     |     |
| Fabián Coito (en) |    |                      |     |     |

| Gardien de but  | 23 | Leonel Moreira      |     |     |
|                 | 4  | Keysher Fuller      |     |     |
|                 | 6  | Óscar Duarte        |     |     |
|                 | 15 | Francisco Calvo     |     |     |
|                 | 8  | Bryan Oviedo        |     | 49e |
|                 | 10 | Bryan Ruiz          |     | 58e |
|                 | 17 | Yeltsin Tejeda      |     |     |
|                 | 5  | Celso Borges        |     | 58e |
|                 | 21 | Alonso Martínez     | 76e |     |
|                 | 12 | Joel Campbell       |     | 72e |
|                 | 11 | Randall Leal        |     | 58e |
| Remplaçants :   |    |                     |     |     |
|                 | 22 | Joseph Mora         |     | 49e |
|                 | 7  | Johan Venegas       |     | 58e |
|                 | 13 | Allan Cruz          |     | 58e |
|                 | 2  | Ariel Lassiter (en) |     | 58e |
|                 | 20 | Gerson Torres       |     | 72e |
| Sélectionneur : |    |                     |     |     |
| Rónald González |    |                     |     |     |

| Homme du match : Luis López |

### Finale
| Match 4                          | États-Unis                                     | 3 - 2 a. p.           | Mexique                | Empower Field at Mile High, Denver                                       |                                                                          |
| 6 juin 2021 19h30 (heure locale) | Reyna 27e · McKennie 82e · Pulisic 114e (pen.) | (1 - 1, 2 - 2, 2 - 2) | 2e Corona · 79e Lainez | Spectateurs : 37 648 Arbitrage : John Pitti Arbitre vidéo : Drew Fischer | Spectateurs : 37 648 Arbitrage : John Pitti Arbitre vidéo : Drew Fischer |
| 6 juin 2021 19h30 (heure locale) | Rapport                                        |                       |                        | Spectateurs : 37 648 Arbitrage : John Pitti Arbitre vidéo : Drew Fischer | Spectateurs : 37 648 Arbitrage : John Pitti Arbitre vidéo : Drew Fischer |

| États-Unis | Mexique |

| Gardien de but  | 1  | Zack Steffen      |       | 69e    |
|                 | 2  | Sergiño Dest      |       | 60e    |
|                 | 15 | Mark McKenzie     | 86e   |        |
|                 | 6  | John Brooks       |       |        |
|                 | 22 | DeAndre Yedlin    | 90+4e | 105+1e |
|                 | 8  | Weston McKennie   |       |        |
|                 | 13 | Tim Ream          |       | 83e    |
|                 | 23 | Kellyn Acosta     | 49e   |        |
|                 | 7  | Giovanni Reyna    |       | 83e    |
|                 | 9  | Josh Sargent      |       | 68e    |
|                 | 10 | Christian Pulisic | 115e  |        |
| Remplaçants :   |    |                   |       |        |
|                 | 21 | Timothy Weah      |       | 60e    |
|                 | 16 | Jordan Siebatcheu |       | 68e    |
|                 | 12 | Ethan Horvath     |       | 69e    |
|                 | 17 | Sebastian Lletget |       | 83e    |
|                 | 4  | Tyler Adams       |       | 83e    |
|                 | 20 | Reggie Cannon     |       | 105+1e |
| Sélectionneur : |    |                   |       |        |
| Gregg Berhalter |    |                   |       |        |

| Gardien de but  | 13              | Guillermo Ochoa     |         |      |
|                 | 2               | Néstor Araujo       |         |      |
|                 | 4               | Edson Álvarez       |         | 117e |
|                 | 15              | Héctor Moreno       |         | 100e |
|                 | 21              | Luis Rodríguez (en) |         |      |
|                 | 16              | Héctor Herrera      | 90+2e   | 100e |
|                 | 8               | Carlos Rodríguez    |         | 66e  |
|                 | 23              | Jesús Gallardo      |         |      |
|                 | 17              | Jesús Corona        |         | 66e  |
|                 | 20              | Uriel Antuna        |         | 78e  |
|                 | 22              | Hirving Lozano      | 111e    |      |
| Remplaçants :   |                 |                     |         |      |
|                 | 7               | Luis Romo           |         | 66e  |
|                 | 9               | Henry Martín        |         | 66e  |
|                 | 14              | Diego Lainez        |         | 78e  |
|                 | 3               | Carlos Salcedo      |         | 100e |
|                 | 18              | Andrés Guardado     | 120+10e | 100e |
|                 | 10              | Orbelín Pineda      |         | 117e |
| Sélectionneur : |                 |                     |         |      |
| Gerardo Martino | Gerardo Martino | Gerardo Martino     | 110e    |      |

| Homme du match : Ethan Horvath |

## Statistiques et récompenses
| Classement de la phase finale de la Ligue des nations |            |                               |
| \| Place \| Nation \| Stade de la compétition \| \| ------------------ \| ---------- \| ----------------------------- \| \| Médaille d'or \| États-Unis \| Vainqueur \| \| Médaille d'argent \| Mexique \| Finale \| \| Médaille de bronze \| Honduras \| Vainqueur de la petite finale \| \| 4 \| Costa Rica \| Perdant de la petite finale \| |            |                               |
| Place | Nation     | Stade de la compétition       |
| Médaille d'or | États-Unis | Vainqueur                     |
| Médaille d'argent | Mexique    | Finale                        |
| Médaille de bronze | Honduras   | Vainqueur de la petite finale |
| 4 | Costa Rica | Perdant de la petite finale   |

### Liste des buteurs
1 but  
- Francisco Calvo
- Joel Campbell
- Alberth Elis
- Edwin Rodríguez (en)
- Jesús Corona
- Diego Lainez
- Weston McKennie
- Christian Pulisic (pénalty)
- Giovanni Reyna
- Jordan Siebatcheu

### Récompenses individuelles
| Catégorie        | Lauréats         |
| ---------------- | ---------------- |
| Meilleur joueur  | Weston McKennie, |
| Meilleur gardien | Luis López,      |

### Équipe-type
| Poste      | Joueurs              |
| ---------- | -------------------- |
| Gardien    | Luis López           |
| Défenseurs | John Brooks          |
| Défenseurs | Francisco Calvo      |
| Défenseurs | Néstor Araujo        |
| Milieux    | Weston McKennie      |
| Milieux    | Héctor Herrera       |
| Milieux    | Giovanni Reyna       |
| Milieux    | Edwin Rodríguez (en) |
| Attaquant  | Diego Lainez         |
| Attaquant  | Christian Pulisic    |
| Attaquant  | Edwin Rodríguez (en) |

| Équipe nationale | Nombre de joueurs |
| ---------------- | ----------------- |
| États-Unis       | 4                 |
| Honduras         | 3                 |
| Mexique          | 3                 |
| Costa Rica       | 1                 |